# Drakes Bay
Drakes Bay is een kleine baai in de Grote Oceaan aan de noordkust van de Amerikaanse staat Californië. De baai ligt ongeveer 48 kilometer ten noordwesten van San Francisco en hoort bij de Point Reyes National Seashore. Bestuurlijk gezien valt de baai net als de rest van het schiereiland onder Marin County in de dunbevolkte streek West Marin. De baai is zo'n 13 kilometer breed en is gevormd aan de lijzijde van de kuststroom bij Point Reyes.

## Naam
De baai is genoemd naar de Engelse zeevaarder Francis Drake en er is lange tijd gedacht, dat hij in deze baai aan land was gekomen. Het was zijn stop aan de westkust van Noord-Amerika tijdens zijn circumnavigatie om de wereld in 1579. Verder is Puerto De Los Reyes een alternatieve naam voor Drakes Bay.

## Bereikbaarheid
De baai is te bereiken via verschillende kleinere wegen en er zijn enkele parkeerplaatsen aanwezig. De dichtstbijzijnde grote weg is de California State Route 1.